# Верхнее Джемете
Верхнее Джемете́ — посёлок в муниципальном образовании город-курорт Анапа Краснодарского края. Административно входит в состав Приморского сельского округа.

## География
Посёлок расположен в центральной части муниципального образования город-курорт Анапа, в 1,8 км к востоку от черноморского побережья, у северной окраины города Анапа. К югу от посёлка расположено озеро Чембуркское.
Ближайшие населённые пункты: Воскресенский на севере, Красный на востоке, Чембурка и Анапа на юге. На западе, за железной дорогой расположен микрорайон Нижнее Джемете, находящийся в составе городской черты Анапы.

## Этимология
По некоторым данным название посёлка происходит от натухаевского рода Джементе, некогда проживавших здесь. Однако по наиболее распространённой версии, название посёлка возводят к адыгейскому Дышъмэтэ — «золотые россыпи», что возможно указывало на песчаное побережье с высокими дюнами.

## История
Первые сведения о посёлке Верхнее Джемете относятся к 1828 году, когда территорию заняли войска российской армии и построили здесь военное укрепление, для защиты от нападения черкесов, дороги ведущей от Тамани к Анапе.
До 1887 года Джемете оставалось стратегически важным военным укреплением на подступах к Анапе. Изменения начались после того, когда генерал Д.В. Пиленко неподалёку от укрепления построил дом и занялся выращиванием винограда на бросовых землях, которыми здесь являлись песчаные дюны. За короткий период времени в посёлке появилось множество хозяйств, основным видом деятельности которых было выращивание винограда.
В 1920 году хозяйства были национализированы и тогда же был создан первый на Кубани совхоз, где выращивался виноград. В 1922 году на основе совхоза была создана Анапская зональная опытная станция.
В 1960-х годах посёлок Джемете был разделён на 2 посёлка — Верхнее Джемете и Нижнее Джемете. В 1979 году между посёлками была построена железнодорожная станция Анапа с пунктом экипировки тепловозов и оборотным тупиком.

## Население
| 2002 | 2010 |
| ---- | ---- |
| 219  | ↘135 |